# Pirak Pasha
Pirak Pasha o Pir Pasha fou emir de Gurgan, vassall de Tamerlà. Era fill de Lukman Padshah, al que va succeir vers el 1390. La seva capital era Astarabad.

## Lleial a Tamerlà
El 1392 quan va arribar Tamerlà a Astarabad, Pirak Pasha, al qual devia el tron al haver autoritzat la successió del seu pare, el va rebre de manera magnífica. Va obtenir vaixells per Tamerlà per a la conquesta de Mahanasar (a uns 20 km d'Amol) en el setge de la qual va participar. Fou molt lleial a Tamerlà, lleialtat de la que els autors van deixar constància especialment en la campanya de Tamerlà al Mazanderan del 1404 contra Isandar Čalawi. A la tornada de l'expedició de Àsia Menor i les associades posteriors, Pirak va arribar a Bistam amb Tamerlà el 12 de juliol. Pir Padishah, anomenat kan d'Astarabad, havia acompanyat a Timur en tota la campanya i va poder anar a Astarabad uns dies; va retornar lleialment al campament imperial i Tamerlà el va reenviar al seu govern d'Astarabad.

## Revolta aliat als sarbadars
A l'inici del regnat de Xah Rukh (timúrida), Khoja Sultan Ali de Sabzawar va reunir un cos de sabardars i es va revoltar al Khurasan (província mongola). Pirak Pasha es va presentar a Juvain sobtadament i es va unir a la rebel·lió. El general (amir) Said Khoja va aixecar el setge al que sotmetia Sabzawar per anar a combatre a Pirak; Khoja Sultan Ali, que actuava de conjunt amb Pirak, va sortir de Sabzawar i es va reunir amb Pirak. Els dos exèrcits es van trobar. Said Khoja manava el centre, Midrab la dreta i tres amirs (Iuz Bugha, Shaikh Sultan i Abu Bakr) l'esquerra; pel costat de Pirak aquest manava el centre, Khoja Ali la dreta i un cos de soldats del Mazanderan formaven l'ala esquerra. La dreta de Khoja Ali va destrossar l'esquerra dels tres amirs; però la dreta de Midrab va fer el mateix amb l'esquerra dels mazanderanis; finalment Pirak va haver d'ordenar la retirada i foren perseguits patint una carnisseria. Sultan Ali i Pirak Pasha es van refugiar amb Miran Shah (príncep timúrida fill de Tamerlà) que marxava des de l'Azerbaidjan cap al Khurasan, però aquest els va entregar a Sayyid Khodja; junt amb Khoja Ali Sultan i Pirak Padshah, van caure en mans de Sayyid Khodja diversos fills així com els seus seguicis; tots foren més tard alliberats excepte Khoja Ali Sultan que fou enviat a Herat carregat de cadenes. La informació es confosa ja que la mateixa font diu que poc després Xah Rukh va enviar a l'amir Xah Mulk a Makhan on havien arribat una part dels kara tàtars que pretenien fugir de Transoxiana; en el seu camí Shah Mulk va capturar a Sultan Ali, el seu germà Hasan Sultan, fills de Pirak Padshah de Gurgan, i a la esposa d'aquest, que havien fugit de Samarcanda i es dirigien cap a Astarabad; foren enviats a Xah Rukh que va deixar marxar al primer i a l'esposa per reunir-se amb el seu pare i marit i va guardar a Hasan Sultan com a ostatge.

## Protecció de Said Khoja
El 1406 Shahrukh el va cridar a la seva cort i li va prometre que estaria segur, i va poder tornar al seu domini, però el seu guardià, Said Khodja estava preparant plans ambiciosos i es va aliar amb Iskandar ibn Umar Xaykh de Fars, aixecant-se en rebel·lió. Derrotat va haver de fugir de Kalat, i es va refugiar amb Pirak. Això va provocar la fúria de Xah Rukh que va enviar una expedició a Mazanderan a finals del 1406. Va negociar amb Pirak, a través de l'ambaixador Mengli Timur Naiman, l'entrega dels rebels. Aviat va arribar la contesta de Pirak, que reclamava el reconeixement del seu govern de Gurgan i Mazanderan i decidir sobre la sort dels refugiats a la seva cort i llavors enviaria als refugiats per servir a Xah Rukh. Aquest va considerar aquestes peticions excessives. Pirak va reunir un exèrcit considerable. El 8 de setembre Xah Rukh entrava al Mazanderan i es presentava davant de Tenaseman, on governava Bayazid Jupan, servidor de Pirak. Shah Rukh va descartar l'atac a Tenaseman ja que la clau de la província era Astarabad, i es va dirigir allí. En una escaramusa a Feraskhaneh, algun alts oficials de Pirak foren fets presoners i executats. L'exèrcit khurasani es va establir a un lloc de la plana d'Astarabad anomenat Siah-Bilav; l'exèrcit del kan, molt nombrós, estava fora de la ciutat i va iniciar l'atac: Pir Pirak al centre, Shams al-Din Utx Kara a l'esquerra i Said Khoja i els seus amirs a la dreta; per part de Shah Rukh a l'esquerra Yusuf Khalil, Jahan Malik i el príncep Muhammad Umar; al centre Ali Tarkhan i a la dreta Ulugh Beg i Xah Mulk. La victoria fou per Shah Rukh. Pirak va fugir cap al desert fins a Coràsmia. Tot el Gurgan, Astarabad i el Mazanderan oriental van quedar en mans de Xah Rukh. Said Khoja i alguns dels seus van fugir a Siraz; Shams al-Din Utx Kara i Said Husham (fill de la filla de Said Khoja) es van sotmetre a la clemència del sobirà que els va perdonar. Tots els càrrecs de Said Khoja foren conferits a Jahan Malik. Sayyid Izz al-Din Hazarjeribi va enviar regals a Shah Rukh. Tot el Mazanderan es va sotmetre i la khutba es va llegir en nom de Shah Rukh i es va encunyar moneda amb el seu nom i rostre. El gran sadr (alta figura religiosa) Mawlana Jalal al-Din Luft Allah Sadr fou enviat a Sari on va negociar amb el governador de la província Razi al-Din Said Murtaza un tractat pel qual mai desobeiria les ordres de Xah Rukh. Mawlana Sadr al-Din Ibrahim Sadr fou enviat a Hazarjerib que va oferir la completa submissió. El feu del Mazanderan i Kumis fou concedit al príncep Muhammad Umar ibn Miran Xah

## Intent final
A la tornada de Balkh (tardor del 1407), Xah Rukh va tenir notícia de que Pirak Padshah, ex kan de Mazanderan i Gurgan, havia reunit les seves tropes i estava assetjant Astarabad on eren kutwals Jamshid Karen i Shams al-Din Ali, que estaven en posició difícil. Shah Rukh va enviar a l'emir Midrab a establir el kixlak o quarter de hivern a Gurmsir (Garmsir) i Sistan, el príncep Abu-l Fatah Ibrahim Sultan fou nomenat governador d'Herat amb l'amir Nemdek com ajudant, i Shah Rukh va sortir cap al Mazanderan. El 29 de novembre de 1407 va arribar a Ischebertu i es van distribuir les destinacions de cada cos de tropes: Xah Rukh aniria per Jam i Mashad; Hasan Jandar, Firuz Shah i altres amirs anirien per Zawah i Mahoulat. Al arribar a Tarak van saber que part de les tropes de Pirak l'havien abandonat. Després van anar arribant contingents de Badghis, Merv, Sarakhs, Makhan. Abu Muslim, fill d'Utx Kara, va arribar del Mazanderan i va confirmar que Pirak Padshah havia fugit altre cop però ara al Rustumdar amb el baduspànida Kayumart ibn Bisutun. El seguici reial es va dirigir a Astarabad que ja estava lliure de perill. Astarabad fou fortificada i Abu-l Laith fou nomenat kutwal; la fortalesa d'Ischemasan fou reconstruïda i en fou nomenat kutwal Shaikh Sultan. Sense lluita Ulug Beg va poder conservar Gorgan (ciutat) (Astarabad) i Simnan (capital del Kumis).

## Mort
No es detalla la sort futura de Pirak Pasha, nomées se sap que va romandre a territori baduspànida fins a la seva mort a l'estiu o la tardor del 1408. Sultan Ali fill de Pirak Padshah, que el 1408 havia anat a sotmetre's a Xah Rukh, participava a l'expedició d'aquest contra Sistan, i va abandonar la campanya sense permís anantse'n a Rustumdar quan va saber que el seu pare acabava de morir. Allí va tenir el suport de l'amir Kayumurz (Kayumart) Rustamdari i també dels antics partidaris i servidors del seu pare i de molts habitants de la zona. Sultan Ali ibn Pirak va recollir la successió del títol.
Pirak tenia al menys un altre fill, Sultan Husayn ibn Pirak. El 1405, després de la revolta del seu pare, es va unir al seguici de Miran Xah quan va anar al Khurasan i quan aquest seguici fou aturat per forces de Xah Rukh, Sultan Husayn fou detingut i executat.